# بليس حولي دقيق

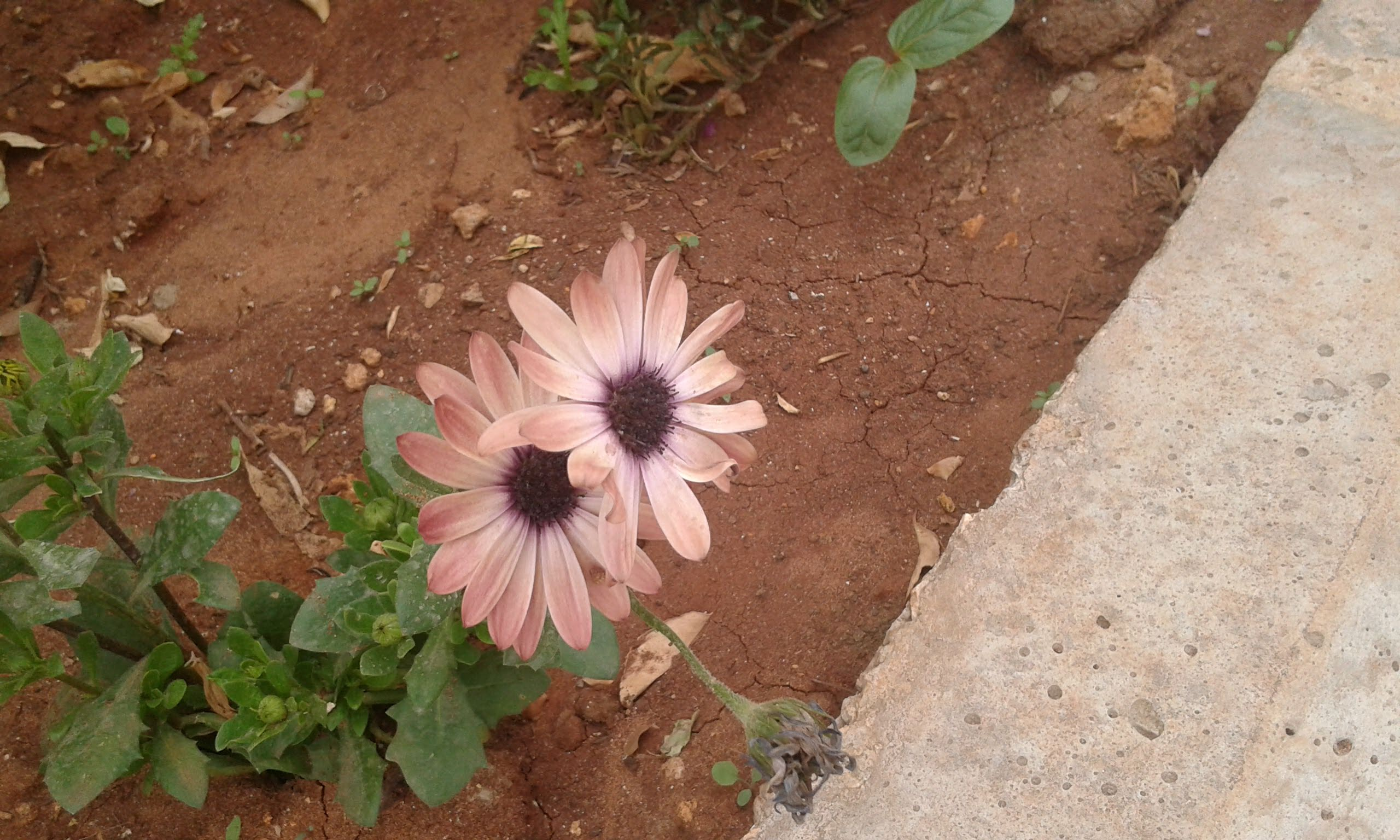
بليس

البليس الحولي الدقيق أو البكرت الحولي (باللاتينية: Bellis annua subsp. minuta) نوع نباتي يتبع جنس البليس من الفصيلة النجمية.

## الموئل والانتشار
موطنه بلاد الشام وقبرص واليونان وإيطاليا.

## مرادفات للاسم العلمي
- (باللاتينية: Bellis annua var. minuta DC.)